# Cours forcé
L'expression « cours forcé » correspond au régime monétaire dans lequel les banques (banques de second rang ou banque centrale) sont dispensées d'échanger le papier-monnaie contre du métal précieux. L'adoption du cours forcé met fin à un système fondé sur l'étalon-or.
Le cours forcé est différent du cours légal, qui oblige le créancier à accepter des monnaies en paiement mais sans fixer leur valeur, mais il serait inopérant si le créancier pouvait exiger une autre monnaie (convertible). Le cours forcé apparaît donc comme un prolongement du cours légal. Pris séparément, le cours légal en lui-même ne renvoie qu'à la circulation de la monnaie, alors que le cours forcé renvoie à la valeur de la monnaie et sa fixation. 
Le cours forcé est également différent de l'inconvertibilité, dans la mesure où une monnaie peut être inconvertible sans pour autant bénéficier d'un cours légal ou forcé.

## Histoire
Au tournant du XXe siècle, la suppression de la libre convertibilité des monnaies permit aux banques centrales de protéger leurs stocks d'or et d'émettre autant de papier-monnaie qu'exigeaient les différents gouvernements.
La Banque de France fit ainsi des « avances » au Trésor, qui furent employées pour payer les différentes commandes ce qui fit marcher la « planche à billets ». Dans tous les États en guerre, l'augmentation du volume des billets (inflation fiduciaire) se traduisit par une hausse du niveau général des prix et par une baisse de la valeur de la monnaie.
Entre 1797 et 1819, en suspendant ses paiements en or, la Banque d'Angleterre donne naissance à la fameuse controverse entre l'école de la circulation et l'école de la banque.
En France, avant son adoption définitive à partir de 1936, le cours forcé exista entre 1848, date à laquelle le monopole d'émission est définitivement confié à la Banque de France, et 1850, puis de 1870 à 1875 (rétablissement de l'étalon-or), puis encore entre 1914 et 1928. Cependant, ces épisodes n'apparaissaient que comme des suspensions de la convertibilité en métal. La France avait déjà eu à connaître le cours forcé avec les billets de la Banque royale de John Law (dit système de Law) en 1719.